# Acraea hypatia
Acraea hypatia är en fjärilsart som beskrevs av Dru Drury 1782. Acraea hypatia ingår i släktet Acraea och familjen praktfjärilar. Inga underarter finns listade i Catalogue of Life.